# Adolf Pfarr

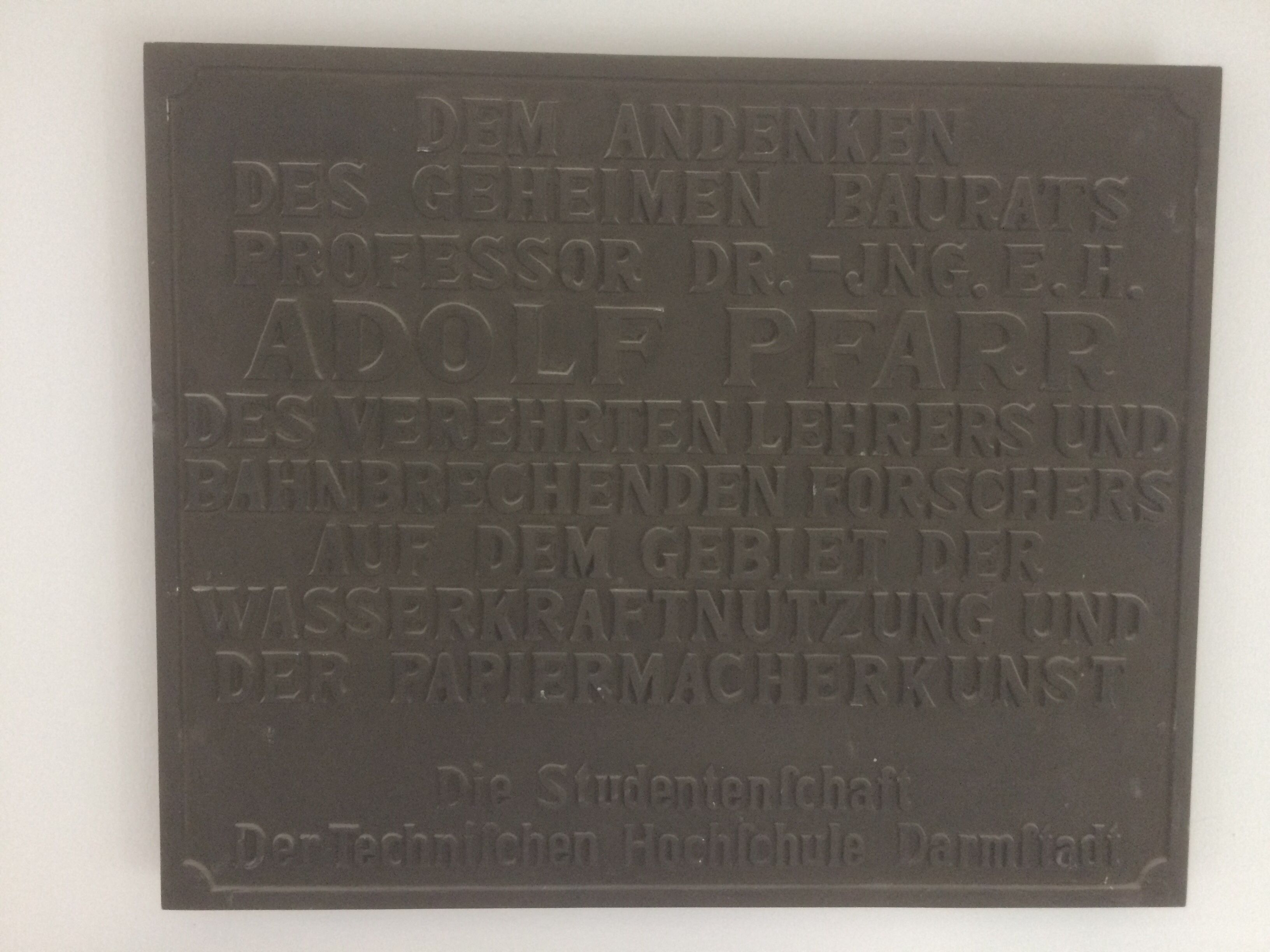
Plakette zu Ehren von Adolf Pfarr im Alten Hauptgebäude der TU Darmstadt

Adolf Pfarr (* 11. Dezember 1851 in Frankfurt am Main; † 12. Dezember 1912 in Darmstadt) war ein deutscher Hochschullehrer für Maschinenbau.

## Leben
Georg Adolf Pfarr wurde im Dezember 1851 als Sohn des Appellationsrates Johann Josef Wilhelm Pfarr und seiner Ehefrau Anna Elisabeth Einbiegler in Frankfurt am Main geboren. Nach dem Besuch der Kasselschen Erziehungsanstalt und der Höheren Gewerbeschule seiner Heimatstadt – einer Einrichtung der Polytechnischen Gesellschaft – und einem einjährigen Volontariat in einer Werkzeugmaschinenfabrik in Offenbach, studierte Pfarr von 1870 bis 1873 Maschinenbau am Königlichen Polytechnikum Stuttgart (heute: Universität Stuttgart). Sein Lehrer dort war v. a. Wilhelm von Kankelwitz (1831–1892). Kankelwitz wurde 1868 als Professor an das Polytechnikum in Stuttgart berufen. Er las über Wassermotoren, Wasserförder- und Fabrikanlagen und hielt Übungen in deren Konstruktion ab.
Pfarr begann sich daher mit Wasserturbinen und der Papierherstellung zu beschäftigen. Nach dem Studium wurde er Konstrukteur einer Firma für Holzbearbeitungsmaschinen. Kurze Zeit war er auch bei der Deutschen Wasserwerkgesellschaft in Frankfurt am Main beschäftigt. Auf Vermittlung von Kankelwitz ging Pfarr 1875 zur Firma J.M. Voith in Heidenheim.
Pfarr hatte zusammen mit Kankelwitz, der der Firma als wissenschaftlicher Ratgeber zur Seite stand, und Carl Ludwig Fink wesentlichen Anteil an der rasanten Entwicklung der Firma Voith unter Friedrich Voith. In seinen 25 Jahren bei Voith trug Pfarr viele Erfindungen und Verbesserungen bei der Entwicklung von Francis-Turbinen, Holzschleifern und Papiermaschinen bis hin zur Planung ganzer Produktionsanlagen bei. Dies war entscheidend für die rasante Entwicklung des Unternehmens, das allmählich internationales Ansehen erreichte. Die bei Voith auf Anregung von Kankelwitz und von Pfarr (weiter-)entwickelte Francis-Turbine mit Drehschaufeln und Spiralgehäuse für die Leitschaufeln setzte sich in Deutschland durch. Sie wurde zur Hauptbauart von Wasserturbinen in Deutschland. Kankelwitz, Pfarr und Voith leisteten dadurch einen wichtigen Beitrag zur Entwicklung des deutschen Wasserkraftmaschinenbaus. Für seine Verdienste wurde Pfarr zum Direktor bei Voith in Heidenheim ernannt.

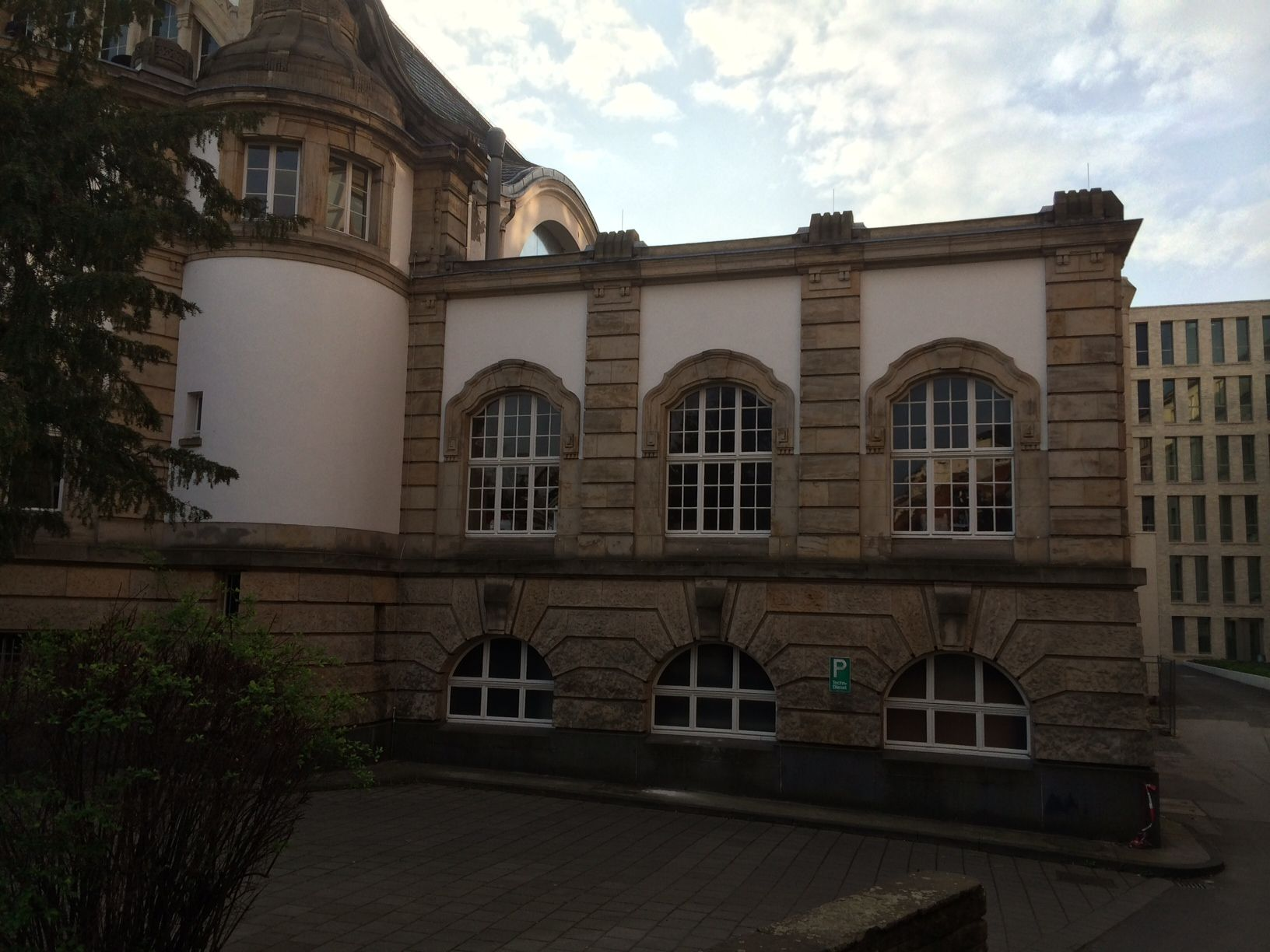
Ehemaliges Maschinenbaulaboratorium V

Am 17. Juni 1897 wurde Pfarr als ordentlicher Professor an die Technische Hochschule Darmstadt auf den „Lehrstuhl Maschinenbau V“ für Wasserkraftmaschinen, Hydraulik und Fabrikanlagen berufen. Er trat seinen Dienst zum Wintersemester 1897/98 an. Mit ihm zogen mit den Wasserturbinen die ersten hydraulischen Turbomaschinen in Lehre und Forschung der TH Darmstadt ein.
Es gelang Pfarr schließlich ein für seine Lehr- und Forschungszwecke geeignetes Maschinenbaulaboratorium V zu bekommen, das in dem westlichen Seitentrakt (34 auf 10 Meter) des von Georg Wickop von 1901 bis 1904 neu erbauten Maschinenhauses untergebracht war. Das Maschinenbaulaboratorium V enthielt je einen Niederdruck-, Mitteldruck- und Hochdruckkreislauf, die gezielte Untersuchungen an allen damals bekannten hydraulischen Maschinen erlaubten. Dieses Maschinenbaulaboratorium V für Wasserkraftmaschinen, das 1905 in Betrieb ging, war richtungsweisend für ähnliche Laboratorien, die an anderen Technischen Hochschulen in der Folgezeit entstanden sind. Das Laboratorium wurde bis zur Zerstörung der Anlage durch den schweren Luftangriff auf Darmstadt in der Nacht vom 11. auf den 12. September 1944 betrieben.
Auf Pfarrs Initiative und nach zahlreichen Verhandlungen zwischen dem Verein Deutscher Papierfabrikanten (VDP), Vertretern der Großherzoglichen Regierung und Vertretern der TH Darmstadt wurden im Januar 1905 ein Institut und ein Studiengang für Papieringenieurwesen an der TH Darmstadt eingerichtet. Dies war über lange Zeit eine einzigartige Spezialausbildung in Deutschland. Pfarr erkannte die Notwendigkeit chemischer Verfahren und förderte den Aufbau der Cellulosechemie an der TH Darmstadt, die 1908 erfolgte. 1912 wurde eine Versuchspapiermaschine am Institut für Papierfabrikation in Betrieb genommen, die von der Firma Banning und Seybold aus Düren gespendet wurde. Adolf Pfarr war auch als Gutachter bei der Errichtung großer Wasserkraftanlagen international gefragt.
Adolf Pfarr war seit 1868 Mitglied des Vereins Deutscher Ingenieure (VDI) und Gründungsmitglied des Württembergischen Bezirksvereins des VDI. Er war von 1900 bis 1902 Dekan der Abteilung Maschinenbau und 1902/03 Rektor der TH Darmstadt. Pfarr starb völlig überraschend am Tag nach seinem 61. Geburtstag. Er war seit 1879 mit Marie Friederike Jäger verheiratet.

## Ehrungen
- 4. April 1900: Ernennung zum Geheimen Baurat
- 21. August 1901: Verleihung des Ritterkreuzes I. Klasse des Verdienstordens Philipps des Großmütigen
- 1912: Dr.-Ing. E. h. der TH Aachen
- nach 1912: Gedenkplakette im (Alten) Hauptgebäude der TU Darmstadt.

## Veröffentlichungen
- 1907: Die Turbinen für Wasserkraftbetrieb: ihre Theorie und Konstruktion, Berlin.
- 1908: Das Laboratorium für Wasserkraftmaschinen (V), in: Die Großherzogliche Technische Hochschule zu Darmstadt 1896–1908. Festschrift zur Feier der Eröffnung der Erweiterungsbauten am 23. Juli 1908, Darmstadt 1908, S. 107–116.
- 1912: Versuche über die Druckverteilung in den Laufzellen arbeitender Reaktionsturbinen, in: Mitteilungen über Forschungsarbeiten auf dem Gebiet des Ingenieurwesens, H. 120.